# Soche
Soche er en oaseby, også kendt under navnet Yarkand, beliggende i Yarkanddarja i det vestlige Sinkiang-Uighur i det vestlige Kina.
- Wikimedia Commons har flere filer relateret til Soche

38°24′52″N 77°14′59″Ø / 38.41446°N 77.24964°Ø